# Diamant (skotillverkare)

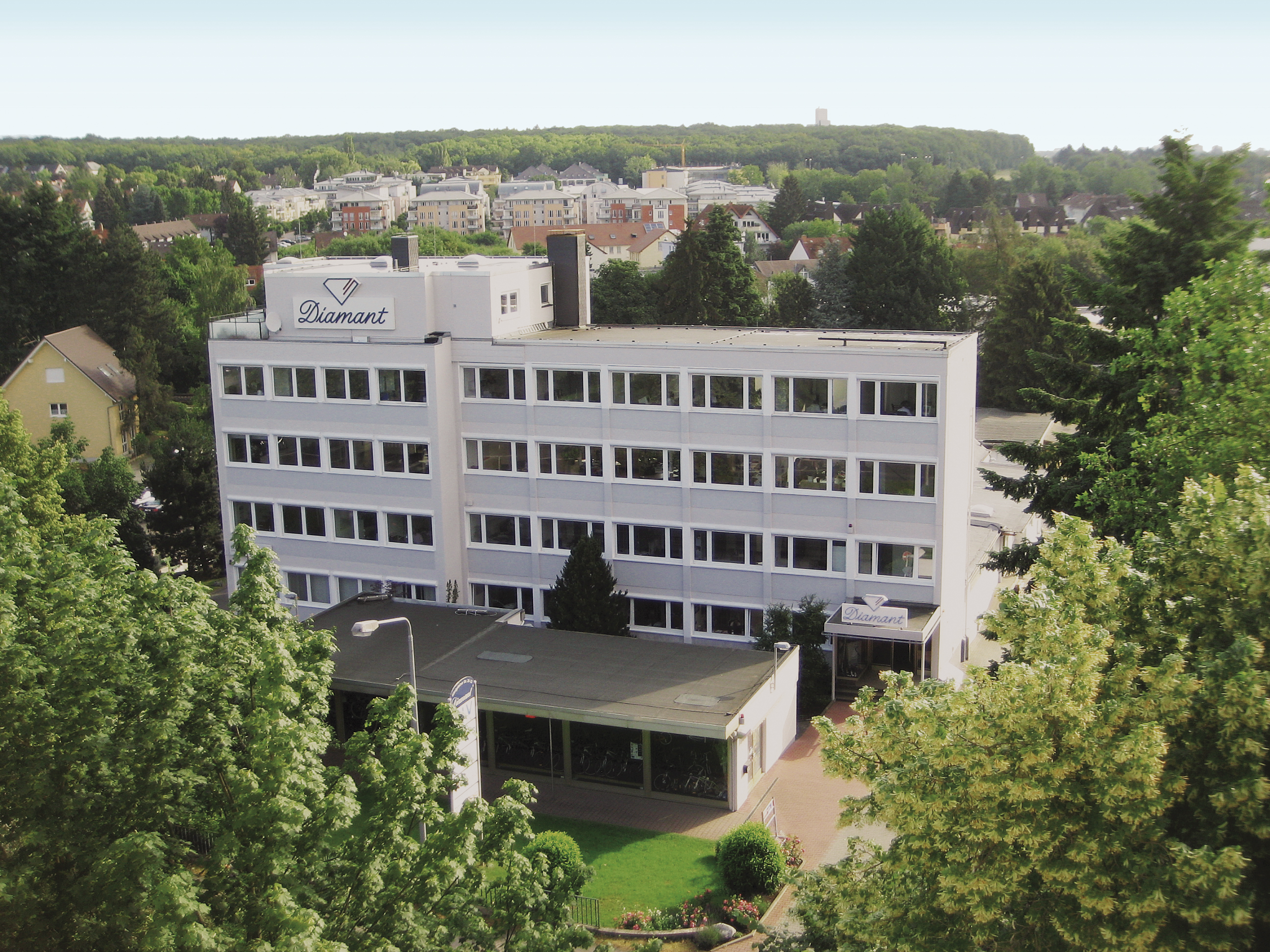
Företagets huvudkontor och fabrik.

Diamant, eller Diamant Schuhfabrik Otto Müller KG, är ett tyskt företag som tillverkar skor. Företaget som håller till i Bad Soden am Taunus har tillverkat skor sedan 1873 och tillverkar skor till tävlingsdans.